# 菲罗扎巴德县
菲罗扎巴德县（Firozabad district）是印度北方邦的一個縣，位於該國北部，面積2,362平方公里，識字率為74.6%，2011年人口2,496,761，人口密度每平方公里1,057人。